# William Smith (ator)
William Smith (Columbia, 24 de março de 1933 - Los Angeles, 5 de julho de 2021) foi um poeta, desportista e ator norte-americano.

## Biografia
Nasceu no estado norte-americano do Missouri e cresceu em uma fazenda de gado de propriedade de seus pais, William Emmett Smith e Emily Richards Smith.
Quando mudou-se para Califórnia, com a família, imediatamente começou a procurar trabalho no cinema, encontrando empregos como artista infantil e mais tarde como extra de estúdio.

### Carreira
Sua carreira de ator começou com apenas 8 anos de idade, quando participou do filme The Ghost of Frankenstein, lançado em 1942. Como ator mirim, também atuou em alguns filmes, como A Canção de Bernadette (1943) e Meet Me in St. Louis (1944).
Na adolescência e juventude, foi lutador de Kenpō, fisiculturista, boxeador e campeão no lançamento de disco pela UCLA, além de ter praticado a luta de braço, ganhando competições dentro da Força Aérea e qualificando-se para campeonatos mundiais.
Formado em Artes pela Syracuse University, com mestrado na UCLA em língua russa, também foi piloto da Força Aérea dos Estados Unidos, participando da Guerra da Coreia e realizando missões secretas na fronteira da Rússia, como especialista russo, sob o comando da CIA e da Agência de Segurança Nacional.
Smith desistiu da carreira militar quando assinou um contrato com a MGM, muito pelo seu porte físico. Mesmo quando era militar, atuou em produções de cinema e televisão, fazendo pequenas participações ou trabalhando como dublê com o nome artístico de "Big Bill Smith".
Desde o início da década de 1960, dedicou-se ao trabalho de ator e com o passar do tempo e a experiência na área, também aventurou-se como roteirista, produtor e até diretor, quando dividiu a direção do filme "The Kill Machine", de 1988, com o cineasta Sean MacGregor, ou quando foi diretor assistente no filme "A Mission to Kill" (1992), quando o diretor também foi Sean MacGregor. Neste filme, Smith faz parceria com MacGregor no roteiro.
Sempre dispensava dubles e no filme Darker than Amber, onde contracenava com Rod Taylor, numa cena em que lutava com o protagonista, ambos levaram a sério e brigaram verdadeiramente, resultando em ossos quebrados nos dois atores.
Seu nome foi crédito em mais de trezentas produções televisivas e cinematográficas entre 1954 a 2020, como: The Gazebo (1959), Darker than Amber (1970), o papel de Tolar no episódio "The Gladiators" do seriado Planet of the Apes, Conan the Barbarian (1982), The Outsiders (1983), Bulletproof (1988), Platoon Leader (1988), Terror in Beverly Hills (1989), Tiger Cage (2012) ou Island of Witches (2014) e seriados, como: Combat!, Batman, Rich Man, Poor Man ou Walker, Texas Ranger. Seu último papel foi em “Irresistible”, um filme de 2020 dirigido por Jon Stewart.
Também foi poeta e em 2009, publicou um livro de poesia, “The Poetic Works of William Smith”.
Morreu em 5 de julho de 2021, no distrito de Woodland Hills, na cidade de Los Angeles.